# 순음화
순음화(脣音化, labialization)는 2차 조음에서 원순성을 수반하는 현상, 혹은 어떠한 분절음이 동화(同化) 등의 음운현상을 통해 원순성을 획득하는 과정을 말한다. 원순화(圓脣化)라고도 한다. 국제음성기호에서는 1차 조음을 나타내는 기호 뒤에 보조 기호 [ʷ]를 첨가하여 나타낸다.